# Huile de cameline
L'huile de cameline (ou de caméline) est une huile végétale extraite de la cameline (Camelina sativa). La cameline a longtemps été cultivée en Europe et son huile était utilisée dans les lampes à huile jusqu'au XVIIIe siècle. En 2005, son utilisation comme composant de base dans les cosmétiques et les produits de soin pour la peau a été envisagée mais abandonnée, faute d'une rentabilité suffisante.
Cette huile est riche en oméga-3 et est utilisée comme complément alimentaire dans certaines cultures. Elle est enregistrée sous le nom Olej rydzowy tradycyjny en tant que spécialité traditionnelle garantie par l'Union européenne et le Royaume-Uni.
Aux États-Unis la Food and Drug Administration n'a pas évaluée l'huile de cameline pour la consommation humaine. La cameline appartient à la famille des Brassicacées (comme la moutarde et le chou), laquelle comprend de nombreuses autres plantes utilisables pour la production d'huile telles que le colza. L'huile de cameline contient en général de 1 à 3 % d'acide érucique, mais plusieurs variétés de Camelina sativa avec un taux d'acide érucique de moins de 1 % ont été mises au point.
Les graines contiennent en moyenne 37 % de leur poids en huile ainsi qu'une concentration significative des acides gras suivants :
| Résidus d'acides gras    | Pourcentage | Catégorie              |
| ------------------------ | ----------- | ---------------------- |
| Alpha-linolénique (18:3) | 25,1–31,9 % | Poly-insaturé, omega-3 |
| Oléique (18:1)           | 14,3–18,9 % | Mono-insaturé, omega-9 |
| Linoléique (18:2)        | 18,6–26,3 % | Poly-insaturé, omega-6 |
| Gondoïque (20:1)         | 12,4-15,3 % | Mono-insaturé, omega-9 |
| Palmitique (16:0)        | 6,1-7,6 %   | Saturé                 |
| Érucique (22:1)          | 2,4-3,4 %   | Mono-insaturé, oméga-9 |
| Stéarique (18:0)         | 2,3–3,0 %   | Saturé                 |